# Little Lost Sister
Little Lost Sister è un film muto del 1917 diretto da Alfred E. Green (come Alfred Green). Prodotto dalla Selig Polyscope Company, il film aveva come interpreti Vivian Reed, Bessie Eyton, George Fawcett, Marion Warner, Eugenie Besserer.
La sceneggiatura di Gilson Willets si basa sul romanzo Little Lost Sister di Virginia Brooks, pubblicato a Chicago nel 1914, che ha come tema la sorte drammatica delle donne vittime del traffico legato alla prostituzione.

## Trama
Sottopagata e disperata, Elsie Welcome lascia la fabbrica di John Boland alla ricerca di un nuovo lavoro. Viene attirata in città da Martin Druce che, illudendola, in realtà vuole immetterla in un giro di prostituzione. La sorella di Elsie, Patience, è innamorata di Harry, il figlio di Boland. Ma l'industriale vuole sbarazzarsi della ragazza e farle rompere con Harry. Ingaggia allora un tale Druce per disonorare Patience. L'uomo le offre un posto di cantante al Café Sinister ma, prima che possa portare in porto il suo progetto, verrà fermato dall'intervento di Mary Randall, una missionaria che si sta interessando al caso della scomparsa della giovane Elsie e che è venuta a sapere che Boland è il proprietario di diversi bordelli. Mary avvisa la polizia che interviene: Patience è salva e viene ritrovata anche Elsie. Venuto a sapere delle malefatte del padre, Harry riabbraccia la sua ragazza.

## Produzione
Il film fu prodotto dalla A Red Seal Play (Selig Polyscope Company).

## Distribuzione
Il copyright del film, richiesto dalla Selig Polyscope Co., fu registrato il 19 febbraio 1917 con il numero LP10319.

Distribuito dalla K-E-S-E Service, il film uscì nelle sale cinematografiche statunitensi il 12 marzo 1917.

### Conservazione
Copie complete della pellicola, in 16mm e 35mm, si trovano conservate negli archivi della Library of Congress di Washington.